# 四郷村 (三重県三重郡)
四郷村（よごうむら）は三重県三重郡にあった村。現在の四日市市中心部の西南西、天白川の中流域、四日市あすなろう鉄道八王子線・西日野駅の西方一帯にあたる。

## 地理
- 河川：鹿化川、天白川

## 歴史
- 1889年（明治22年）4月1日 - 町村制の施行により、東日野村・西日野村・室山村・八王子村の区域をもって発足。
- 1943年（昭和18年）9月15日 - 四日市市に編入。同日四郷村廃止。

## 教育
- 四郷村国民学校

## 交通

### 鉄道路線
- 三重鉄道
  - 三重鉄道線（現・四日市あすなろう鉄道八王子線）
    - 西日野駅 - 室山駅 - 伊勢八王子駅

## 四郷村役場庁舎
四郷村役場の庁舎は四日市市西日野町3375番地に現存し、四郷郷土資料館（よごうきょうどしりょうかん）の名称で歴史民俗資料を展示する施設として利用されている。四郷村役場は1921年（大正10年）に10代目伊藤伝七の寄付を受けて建設されたハイカラな2階建ての木造建築物で、一部3階建ての塔屋は展望台になっている。村役場であった頃は1階に村長室や事務室、アール・デコ風の装飾がなされた2階に村議会議場や小会議室があった。
1943年（昭和18年）に四日市市に編入されて以降は四日市市役所四郷出張所となっていたが、1982年（昭和57年）に四日市市有形文化財に指定され、翌1983年（昭和58年）に資料館として再生した。館内の公開は土曜日のみで、展示場となった1階のみ見学が可能である。地域の産業であった製糸・製茶・醸造業に関する展示のほか、大正天皇が皇太子時代に行啓した際の貴賓室を再現した部屋などがある。
2024年（令和6年）3月23日にリニューアルオープンし、1階には村役場の受付を再現するとともに四郷地区の歴史を紹介する映像展示を設けた。

## 出身者
- 芝田徹心 - 文部官僚